# Kazahsztán repülőtereinek listája
Ez a lista Kazahsztán repülőtereit sorolja fel.

## Repülőterek
A félkövérrel jelzett repülőterekre menetrend szerinti repülőjáratokat indít egy vagy több kereskedelmi légitársaság.
| Település   | ICAO | IATA | Repülőtér neve                                     |
| ----------- | ---- | ---- | -------------------------------------------------- |
| Aktau       | UATE | SCO  | Aktaui repülőtér                                   |
| Aktöbe      | UATT | AKX  | Aktöbei repülőtér                                  |
| Almati      | UAAR | BXJ  | Boraldai repülőtér                                 |
| Almati      | UAAA | ALA  | Almati nemzetközi repülőtér                        |
| Arkalik     | UAUR | AYK  | Arkaliki repülőtér                                 |
| Asztana     | UACC | TSE  | Nurszultan Nazarbajev nemzetközi repülőtér         |
| Atbaszar    |      | ATX  | Atbaszari repülőtér                                |
| Atirau      | UATG | GUW  | Atiraui repülőtér                                  |
| Balkas      | UAAH | BXH  | Balkasi repülőtér                                  |
| Ekibasztuz  | UASB | EKB  | Ekibasztuzi repülőtér                              |
| Karagandi   | UAKK | KGF  | Szari-Arka repülőtér (Karagandi repülőtér)         |
| Köksetau    | UACK | KOV  | Köksetaui repülőtér                                |
| Kosztanaj   | UAUU | KSN  | Kosztanaji repülőtér                               |
| Kizilorda   | UAOO | KZO  | Kizilordai repülőtér                               |
| Oral        | UARR | URA  | Oral Ak Zsol repülőtér (Uralszki repülőtér)        |
| Öszkemen    | UASK | UKK  | Öszkemeni repülőtér (Uszt-Kamenogorszki repülőtér) |
| Pavlodar    | UASP | PWQ  | Pavlodari repülőtér                                |
| Petropavl   | UACP | PPK  | Petropavli repülőtér (Petropavlovszki repülőtér)   |
| Szemej      | UASS | PLX  | Szemeji repülőtér (Szemipalatinszki repülőtér)     |
| Simkent     | UAII | CIT  | Simkenti nemzetközi repülőtér                      |
| Taldikorgan | UAAT | TDK  | Taldikorgani repülőtér                             |
| Taraz       | UADD | DMB  | Tarazi repülőtér                                   |
| Uralszk     |      |      | Uralszki repülőtér                                 |
| Zajszan     | UASZ | SZI  | Zajszani repülőtér                                 |
| Zsezkazgan  | UAKD | DZN  | Zsezkazgan repülőtér                               |

## Fordítás
- Ez a szócikk részben vagy egészben  a   List of airports in Kazakhstan című angol Wikipédia-szócikk ezen változatának fordításán alapul.  Az eredeti cikk szerkesztőit annak laptörténete sorolja fel. Ez a jelzés csupán a megfogalmazás eredetét és a szerzői jogokat jelzi, nem szolgál a cikkben szereplő információk forrásmegjelöléseként.